# Igreja Católica no Egito
A Igreja Católica no Egito é parte da Igreja Católica universal, em comunhão com a liderança espiritual do Papa, em Roma, e da Santa Sé. Segundo algumas pesquisas, cerca de 90% da população egípcia é muçulmana, e o islã é a religião oficial do Estado. Ainda assim, o país acolhe a maior comunidade cristã do mundo árabe, os ortodoxos coptas. Embora o governo do Egito fale positivamente sobre a comunidade cristã lá residente, falta aplicação da lei de um modo mais rígido e as autoridades relutam em proteger os cristãos, deixando-os vulneráveis a todos os tipos de ataques, especialmente na região do Alto Egito. O país é o lar de cerca de 140.000 católicos, os quais se dividem em muitos ritos litúrgicos, desde o romano, aos vários ritos orientais, utilizado pelas Igrejas sui iuris (em comunhão com o Papa). Esses dados do número de adeptos são conflitantes, pois também há fontes que afirmam que apenas os fiéis da Igreja Católica Copta seriam de 200.000 pessoas. Esta é a principal vertente católica do Egito, que utiliza o rito alexandrino em sua liturgia.

## História

### Na Sagrada Escritura
Antigo Testamento
A história bíblica do Egito é muito rica, e diversos acontecimentos são narrados nesse país.
Inicialmente há a história sobre José, filho de Jacó, que acabou justamente ficando conhecido como José do Egito, que foi vendido como escravo a mercadores egípcios por inveja de seus irmãos. José acabou se tornando governador do país, proclamado pelo próprio Faraó, para que controlasse a produção agrícola durante os anos de fartura e auxiliasse os estoques de alimentos nos anos de seca que a região enfrentou. Os irmãos de José vão ao Egito para comprar comida e se surpreendem ao reencontrar o irmão vivo, e acabam levando Jacó para viver em território egípcio.
| “ | José não pôde conter-se na presença de sua corte [...]. E não ficou ninguém com ele, quando José deu a conhecer a seus irmãos. Começou a chorar tão alto, que os egípcios ouviram, e a notícia chegou à casa do Faraó. José disse a seus irmãos: [...] 'Eu sou José, vosso irmão, que vendestes aos egípcios. Mas agora, não fiqueis tristes, nem vos pese ter-me vendido para cá; porque para salvar vidas Deus me enviou à frente. Há dois anos existe fome no país, e nos restam cinco sem semeadura nem colheita. Deus me enviou à frente para que possais sobreviver neste país, para conservar a vida de muitos sobreviventes. Pois bem, não fostes vós que me enviastes para cá, mas Deus; ele me fez ministro do Faraó, senhor de toda a sua corte e governador do Egito. Depressa, subi à casa de meu pai e dizei-lhe: Assim diz teu filho José: Deus me fez senhor de todo o Egito; desce para cá sem demora. Habitarás na região de Gessen, e ficarás perto de mim. | ” |
|   | — Gn 45,1-10a Tradução da Bíblia do Peregrino. |   |

O Egito também foi o lar de Moisés, escolhido de Deus para retirar o povo hebreu escravizado, no episódio conhecido como O Êxodo, e também neste país, o líder hebreu teve diversos contatos com Deus, e lá conheceu seu nome (Eu Sou o Que Sou), e no Monte Sinai recebeu as tábuas dos Dez Mandamentos. Também o profeta Elias conversou pessoalmente com Deus no Monte Sinai.
Novo Testamento
O país é palco de narrativas bíblicas do Novo Testamento, sendo uma das mais notáveis a fuga da Sagrada Família ao território egípcio. O texto pode ser encontrado no Evangelho de Mateus, capítulo 2, versículos 13 a 15. É narrada após a adoração dos magos e antes do massacre dos inocentes.
| “ | Depois que [os reis magos] partiram, um anjo do Senhor apareceu em sonhos a José e lhe disse: 'Levanta-te, pega o menino e a mãe, foge para o Egito e fica aí até que eu te avise, porque Herodes vai procurar o menino para matá-lo'. Levantou-se, pegou o menino e a mãe ainda de noite, e se refugiou no Egito, onde residiu até a morte de Herodes. Assim se cumpriu o que o Senhor anunciou pelo profeta: Chamei meu filho que estava no Egito. | ” |
|   | — Mt 2, 13-15. Tradução da Bíblia do Peregrino. |   |

Acreditando no sonho, José parte com sua família para uma viagem de muitos quilômetros, no deserto do Sinai, a fim de salvar Jesus de um rei que queria matá-lo, por medo de perder seu posto político. A fuga foi de grande sofrimento, já que neste deserto, a temperatura à noite, chega a zero grau e durante o dia a cinquenta graus positivos. O interessante é que por volta do ano 1250 a.C., os judeus saíram do Egito perseguidos pelo Faraó. Desta vez, aquela estrutura do governo egípcio torna-se proteção ao Menino. A tradição não é unânime sobre o lugar da residência da Sagrada Família no Egito: Mênfis, Heliópolis, Leontópolis..., pois no amplo delta do Nilo já haviam comunidades judaicas. Lá José teria de encontrar um trabalho que lhe permitisse sustentar sua Família. De acordo com os cálculos mais comuns, viveram no Egito pelo menos um ano, até que, de novo, um anjo anunciou a José que já podia regressar a Israel. O retorno está no mesmo Evangelho de Mateus, capítulo 2, nos versículos 19 a 21:
| “ | Quando Herodes morreu, o anjo do Senhor apareceu em sonhos a José no Egito e lhe recomendou: 'Levanta-te, toma o menino e a mãe e dirige-se para Israel, pois morreram os que atentavam contra a vida do menino'. Levantou-se, pegou o menino e a mãe e se dirigiu para Israel. | ” |
|   | — Mt 2, 19-21. Tradução da Bíblia do Peregrino. |   |

### Cristianismo primitivo e conquista árabe
A presença católica no país remonta ao início do cristianismo, através da evangelização do São Marcos Evangelista que, segundo a tradição, foi o primeiro Patriarca de Alexandria. O primeiro convertido do Egito pelo evangelista foi Santo Aniano, que era sapateiro, e machucou seu dedo quando foi consertar o sapato de Marcos, porém este o curou ao traçar uma cruz sobre o dedo, com isso, Aniano se converte ao cristianismo e se torna o bispo sucessor de Marcos após sua morte. Em Alexandria, desenvolveu-se uma igreja vibrante, e que era considerada a segunda sede da Igreja Católica em ordem de importância. A cidade também possuía sua própria escola teológica em 190 d.C., tendo sido a primeira da história da cristandade, e que incluía, além da teologia, o estudo de ciências, matemática e letras, e teve mestres como Atenágoras, Clemente, Dídimo, Orígenes e ilustres visitantes como São Jerônimo. A cidade foi o lar do pai da Igreja, Santo Atanásio de Alexandria, que foi um dos primeiros teólogos da igreja, conhecido principalmente por sua defesa de Deus como uma Trindade. Inicialmente, a igreja era restrita aos gregos que viviam nas cidades egípcias, mas a população egípcia original também voltou-se rapidamente para a nova fé. Cópias do Novo Testamento e fragmentos do Evangelho de São João em língua copta, do século II, são fatos inconstetáveis da presença e adesão ao cristianismo na região desde aquela época. O Egito acabou se tornando o berço do monasticismo; o monastério de Santo Antônio se tornou um importante modelo para o monasticismo em toda a Europa. Durante o domínio romano a perseguição aos cristãos foi severa no Egito. Essa é a razão pela qual o calendário copta começa no ano 284 d.C. – ano em que Diocleciano se tornou imperador de Roma e seu reinado foi marcado pela tortura e execução em massa de cristãos, principalmente no Egito.
Em 451 a Igreja Copta Ortodoxa, não aceitando o diofisismo de Jesus, definido pelo Concílio de Calcedônia, rompeu com a Igreja Católica Romana, trazendo problemas à nova denominação, de modo que sua heresia era contra a religião oficial do Império. A Igreja Copta negava, (e ainda nega) a natureza humana de Jesus, crendo apenas na natureza divina. Na época, as relações com Roma já não eram das melhores, pois começaram a existir disputas rivalidades entre a igreja das duas cidades. Seguiu-se uma divisão no Patriarcado de Alexandria: a maioria "anticalcedoniana" seguiu o Patriarca Dióscoro e rejeitou as conclusões do concílio e a submissão à autoridade do Imperador bizantino, tendo dado origem à Igreja Ortodoxa Copta, enquanto uma minoria de fiéis "calcedonianos", proclamaram a aceitação das resoluções e da autoridade do rei e por isto foram chamados de “malaquitas” ou “melquitas” (fiéis ao rei). Com a divisão, seguiram-se diversas tentativas de as duas igrejas voltarem novamente à comunhão, mas também de violência de ambas as partes, até a ocupação do Egito por Bizâncio.
No contexto da ocupação acontece a conquista árabe, entre 639 e 646 d.C., acolhida inicialmente com alívio pelos coptas. Em um primeiro momento, os cristãos eram tolerados pelos recém-chegados, contudo, algum tempo depois, a chegada árabe acabou significando o surgimento de mais períodos de severa perseguição comandada pelo islã. A igreja passou a se dedicar mais em simplesmente sobreviver do que ter um papel público na sociedade. A lei Sharia passou a ser aplicada e houve a proibição da construção de novas igrejas e de reforma das existentes, rígidas regras a respeito da vestimenta em público e um imposto aplicado aos não-muçulmanos. A partir disso, também passou-se a aplicar um sistema legal de discriminação, que levou um grande número de coptas a converterem-se ao islã. Já no século IX, os cristãos não representavam mais a maioria dos egípcios.
A época da dominação dos mamelucos, dos séculos XIII a XVI, foi muito dura para a Igreja Copta, como o foi o sucessivo período otomano.

### Chegada das ordens
A primeira vez que chegou a presença franciscana foi em 1212, data da visita de São Francisco de Assis, a Damieta. Em 1666, a Ordem Franciscana, que havia fundado uma missão no Cairo em 1630, e seguida em 1675 pelos jesuítas, estabeleceu-se outra vez no país. Deve-se portanto à pregação dos frades franciscanos o surgimento da primeira comunidade copta-católica, isto no século XVIII. Em 1739 o bispo copta de Jerusalém chamado Atanásio, tendo ido ao Cairo, converteu-se à fé católica e em 1741 foi nomeado Vigário Apostólico dos coptas católicos pelo Papa Bento XIV, que eram então cerca de dois mil. Tal prelado, porém não assumiu atitudes firmes perante os monofisistas, e acabou sendo substituído pelo Mons. Giusto Manghim, que recebeu o título de Vigário Geral.
No início do século XIX, os coptas alcançaram um mínimo histórico: cerca de 100 mil fiéis. Em 1805, uma relativa liberdade religiosa surgiu, e com ela, o aumento do número de coptas. Somente no século XIX foi decretada plena liberdade religiosa no Egito, mais especificamente durante a colonização britânica; para aproveitar a oportunidade de maior expansão, o Papa Leão XIII quis organizar melhor a Igreja Católica no Egito, dando-lhe uma hierarquia e permitindo a chegada de outras ordens, como os capuchinhos e jesuítas; após a Primeira Guerra Mundial de 1927 a 1937, a Igreja começa a se reerguer, e  o número de fiéis passou de 20.000 a 47.000. Pouco após a Segunda Guerra Mundial eram 63.000, com 88 presbíteros e 70 igrejas. Em 9 de agosto de 1947 foi de novo nomeado um Patriarca católico para Alexandria e foi criada a Diocese de Assiute, que, com a de Minia (criada em 1938) constituía a Igreja católica copta do Egito. Em 1952, a Revolução Egípcia trouxe como consequência o fim da liberdade religiosa, e perseguições religiosas ao cristianismo passaram a ocorrer por alguns períodos a nível local, contanto, não promovidas pelo Estado.

## Atualmente
Não apenas a Igreja Católica, mas também templos cristãos de outras denominações são alvos frequentes de terrorismo árabe no país, notadamente a Igreja Ortodoxa Copta. Incidentes relacionados a tensões religiosas ocorrem com mais frequência no Alto Egito (região sul do país), onde movimentos salafistas têm grande influência nas comunidades rurais devido aos altos níveis de analfabetismo e pobreza. Os atos de perseguição vão desde mulheres cristãs sendo assediadas ao andar na rua até comunidades cristãs inteiras expulsas de casa por multidões extremistas. Em 2010 a comunidade católica comemorou a autorização do governo egípcio para a construção de uma igreja católica e uma escola no país. O bispo de Gizé, Dom Antonios Aziz Mina, explicou que isso alenta e renova a esperança dos fiéis do Egito, onde obter uma permissão deste tipo do governo pode tomar até 30 anos e exigir inclusive a assinatura do presidente. As restrições governamentais e a hostilidade da comunidade muçulmana à construção de novos templos são uma dificuldade de todas as denominações cristãs. Existe forte pressão familiar e comunitárias sobre os convertidos do islã ao cristianismo. As mulheres cristãs também enfrentam problemas, tanto religiosos quanto de gênero, como casamentos forçados, abandono dos maridos sem direito a divisão de bens, impedimento de promoção no trabalho, perda da guarda dos filhos e de direito à herança, status reduzido na sociedade, enquadramento à lei de blasfêmia e adesão forçada às crenças tradicionais. Ao mesmo tempo, os homens cristãos enfrentam dificuldades de encontrarem empregos, ou de administrarem seus próprios negócios devido a boicotes dos muçulmanos, não há permissão para se ter cargos no governo ou até mesmo de times de futebol, e a obrigação de se converter ao islã quando um cristão não consegue saldar sua dívida de dinheiro emprestado por um muçulmano. Casos de opressão aos homens incluem prisão, espancamentos, sequestros (envolvendo resgate) ou até mesmo assassinatos.

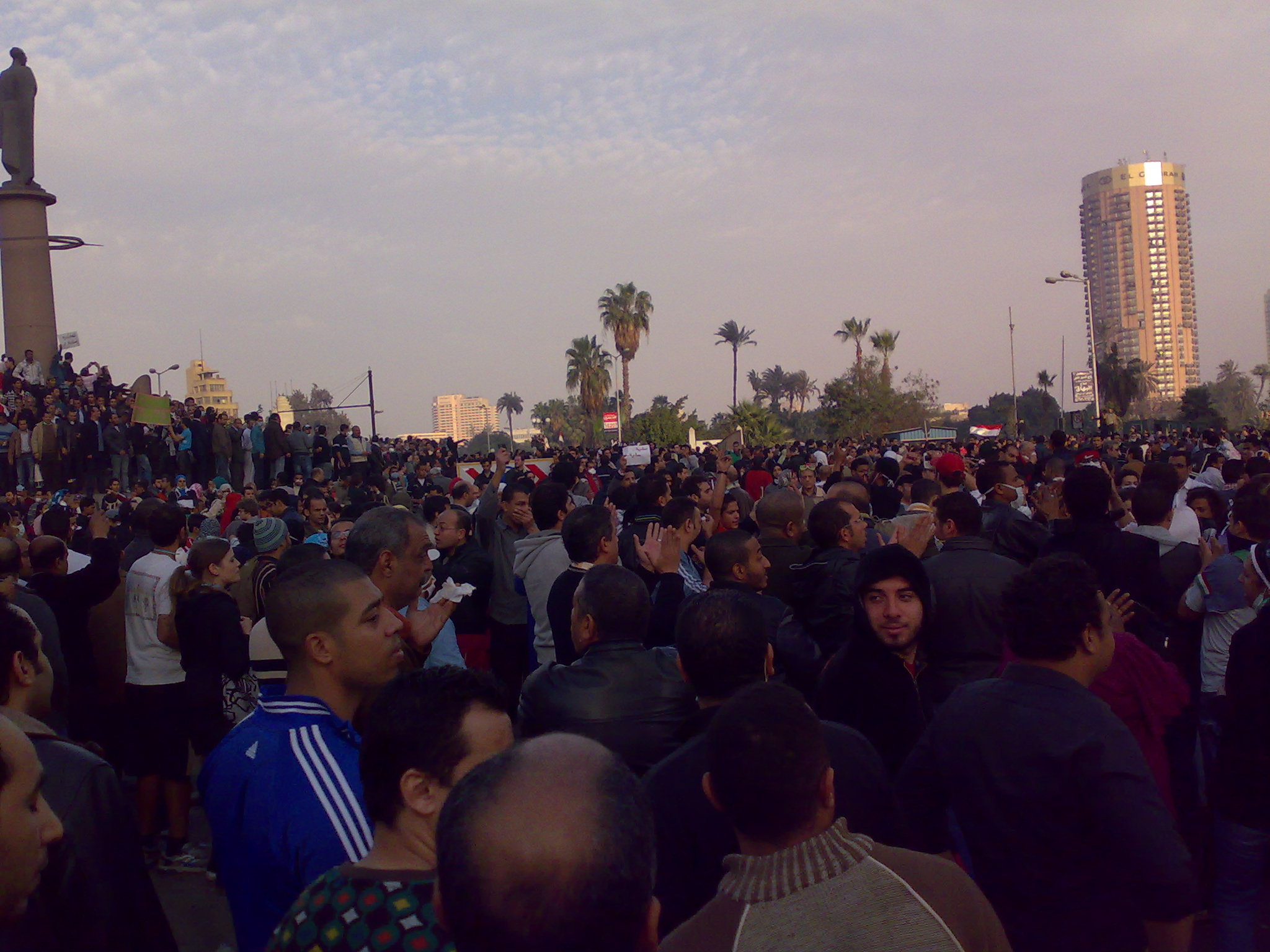
Protestos ocorridos durante a Revolução Egípcia de 2011

A partir do ano de 2011 o Egito sofreu grande instabilidade e agitação política e econômica, juntamente com outros países do Oriente Médio, durante a chamada Primavera Árabe. Em 2011, o então presidente Hosni Mubarak foi derrubado após uma sequência de manifestações em massa. Em 2012, Mohammed Morsi, da Irmandade Muçulmana, foi eleito presidente. Entre os meses de junho e julho de 2013, os militares egípcios retiraram-no do poder após protestos nas ruas por parte de milhões de egípcios. Acusaram-no de islamizar o país e de má gestão. O país também enfrentava uma insurgência islâmica por parte de grupos aliados ao Estado Islâmico na região da Península do Sinai.
Em janeiro de 2014, um referendo promulgou uma nova Constituição com mais de 98% de aceitação do texto. A Igreja Católica acolheu o texto. O bispo católico copta Kyrill William de Assiute fez uma declaração de que a manutenção da lei da sharia como fonte de legislação no Egito não era necessariamente um problema. "Esta é a situação no Egito há muito tempo, mesmo antes de Morsi. Nunca nos fez mal, a nós cristãos. Mas o que é mais importante é que o novo artigo 3.º garante aos cristãos e aos judeus autonomia nas questões do estatuto civil e dos assuntos internos da Igreja". O preâmbulo da Constituição de 2014 descreve o Egito como:
| “ | O berço das religiões e o estandarte da glória das religiões reveladas. Na sua terra, Moisés cresceu, a luz de Deus apareceu e a mensagem desceu sobre o Monte Sinai. Na sua terra, os egípcios acolheram a Virgem Maria e o seu filho e ofereceram milhares de mártires em defesa da Igreja de Jesus. Quando o Selo dos Mensageiros de Maomé (Paz e bênçãos estejam com ele) foi enviado a toda a humanidade para aperfeiçoar a moral sublime, os nossos corações e mentes abriram-se à luz do Islã. Fomos os melhores soldados na terra para lutar pela causa de Deus e divulgamos a sua mensagem de verdade e ciências religiosas em todo o mundo. | ” |

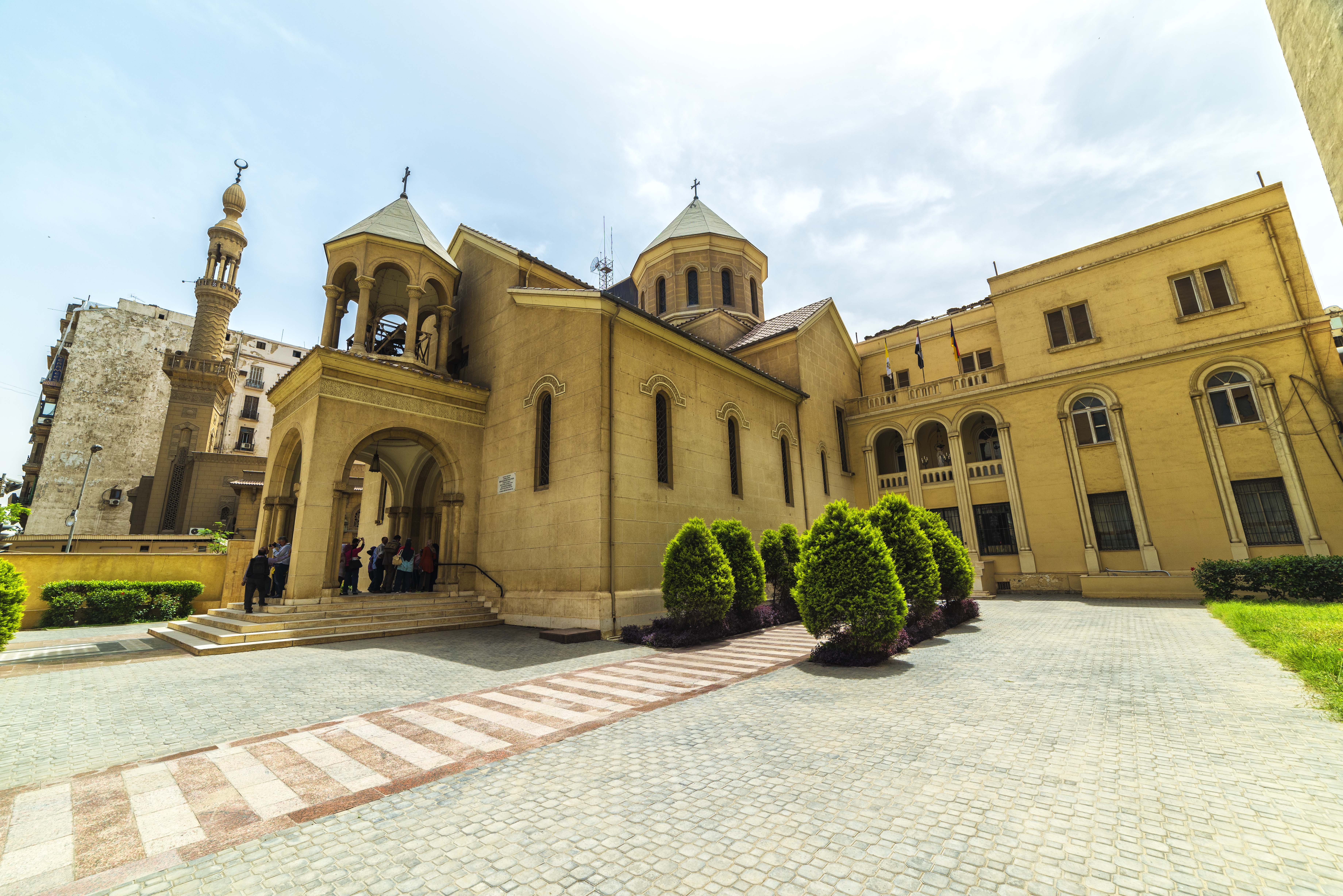
Foto da catedral católica armênia, bem ao lado de uma mesquita

No dia 15 de fevereiro de 2015, foi terminada a primeira igreja católica da Península do Sinai. O bispo copta católico Dom Makarios de Ismailia, da Diocese de Sharm El-Sheikh, disse durante a cerimônia de consagração da igreja: "Temos alguns locais de adoração no Sinai, mas estes são capelas ou mesmo apenas um cômodo em casas normais. A igreja de Nossa Senhora da Paz é o primeiro edifício adequado para uma igreja, que foi construído com o único propósito de adorar a Deus". A região é conhecida por haver centenas de hotéis em uma região costeira, com espetaculares recifes de coral. No mesmo ano o Papa Francisco enviou suas condolências após um atentado terrorista praticado contra a comunidade ortodoxa copta, no qual sete pessoas foram "mortas pelo simples fato de serem cristãos". O atentado foi reivindicado pelo Estado Islâmico. Em 2020, um grande grupo de muçulmanos na província de Minia atacou a casa de um homem cristão e seus irmãos por causa de uma mensagem postada na página do Facebook de seu filho, que mora em outra região do Egito. A mensagem foi considerada um insulto ao islã. Apesar de um vídeo de desculpas do filho, que alegava que sua conta foi hackeada, a polícia o prendeu por blasfêmia, junto com seu irmão e três de seus tios.
De acordo com a Catholic News Agency, o Egito tem cerca de 2.600 igrejas – uma igreja para cada 5.500 cidadãos cristãos –, enquanto há uma mesquita para cada 620 cidadãos muçulmanos. O imã da Universidade Al-Azhar, uma das universidades islâmicas mais influentes do mundo, fez uma declaração que não há lugar no islã para que os muçulmanos se convertam ao cristianismo.

## Organização territorial
O país tem sua divisão entre as dioceses que usam os diferentes ritos de suas liturgias.

### Dioceses atualmente existentes
Rito alexandrino
- Patriarcado Católico Copta de Alexandria
- Eparquia Católica Copta de Alexandria
- Eparquia Católica Copta de Assiute
- Eparquia Católica Copta de Gizé
- Eparquia Católica Copta de Ismaília
- Eparquia Católica Copta de Luxor
- Eparquia Católica Copta de Minia
- Eparquia Católica Copta de Sohag

Rito romano
- Vicariato Apostólico de Alexandria do Egito

Rito antioquino
- Eparquia Católica Maronita do Cairo
- Eparquia Católica Siríaca do Cairo

Rito armênio
- Eparquia Católica Armênia de Alexandria

Rito bizantino
- Arquieparquia Greco-Católica Melquita de Alexandria
- Território Greco-Católico Melquita Dependente do Patriarca do Egito, Sudão e Sudão do Sul

Rito caldeu
- Eparquia Católica Caldeia do Cairo

### Sés titulares

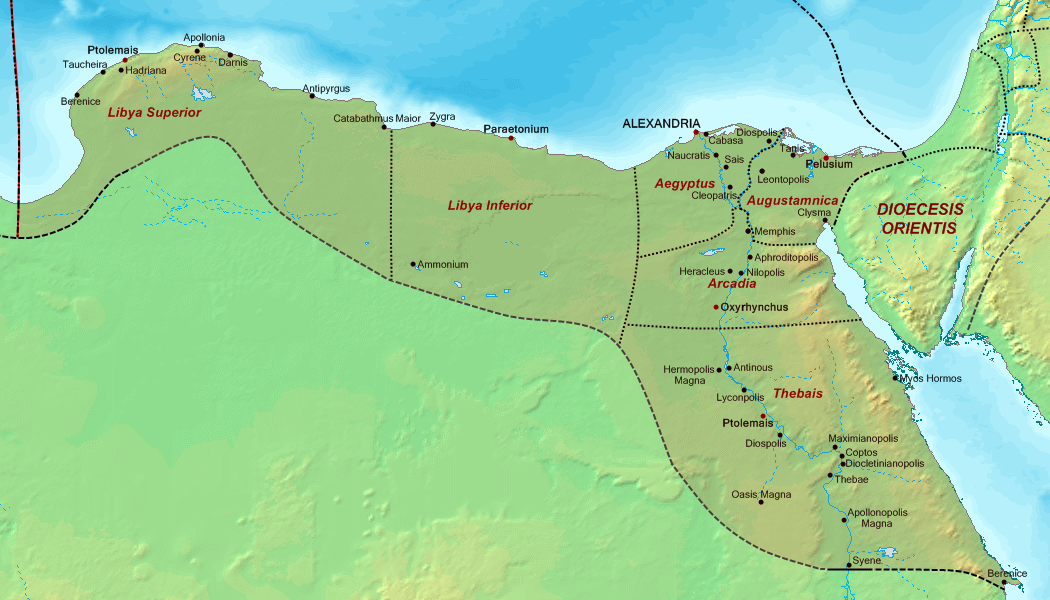
Dioceses presentes em território egípcio no ano 400.

O Egito possui um total de 97 sés titulares, todas listadas abaixo:
Arquidioceses
Antinoópolis, Leontópolis in Augustamnica, Núbia, Oxirrinco, Pelúsio, Ptolemaida Hérmia
Dioceses
Agnus, Alfocranon, Andrópolis, Antenópolis, Afneu, Afroditópolis, Apolonópolis Magna, Apolonópolis Parva, Arabia, Arsinoé na Arcádia, Atribis, Babilônia, Bubástis, Busíris, Buto, Cabasa, Canopo, Casio, Cleópatris, Clisma, Copriti, Copto, Cusé, Cinópolis no Egito, Cinópolis na Arcádia, Damiata, Diocecianópolis em Tebaida, Dióspolis Inferior, Dióspolis Superior, Facusa, Faran, Farbeto, Fatano, Felbes, Filas, Fragonis, Geras, Heliópolis em Augustâmica, Hefesto, Heracleópolis Magna, Hermontis, Hermópolis Magna, Hermópolis Parva, Hipsele, Jotapa na Palestina, Latópolis, Letópolis, Licópolis, Mareótis, Mosinópolis em Tebaida, Mênfis, Menelaite, Metelis, Náucratis, Nício, Nilópolis, Nítria, Oásis Magna, Ombo, Onufis, Ostracina, Pacnemunis, Panéfisis, Panópolis, Paralus, Petra do Egito, Psélquis, Rinocorura, Saís, Schedia, Sebenito, Sela, Setroé, Siena, Tamiat, Tanasia, Tânis, Taua, Tentira, Terenutis, Têneso, Teodosiópolis da Arcádia, Tinis, Tmuis, Tois, Xois, Zigres
Vicariatos apostólicos
Heliópolis do Egito, Porto Saíde

## Conferência Episcopal
A Conferência dos Bispos Latinos das Regiões Árabes foi criada em 1967, e reúne o único bispo latino do país a outros bispos desse rito de diversos países: Chipre, Djibuti, Egito, Emirados Árabes Unidos, Iraque, Israel, Jordânia, Kuwait, Líbano, Palestina, Síria e Somália.
Enquanto isso, as igrejas católicas orientais também têm seus próprios líderes e sínodos, como no caso da Igreja Católica Armênia, cujo Sínodo existe desde 1969 e reúne os líderes do Egito, Irã, Iraque, Israel, Jordânia, Líbano, Palestina, Síria e Turquia. Já a Igreja Católica Copta tem o patriarca de sua jurisdição cobrindo apenas o próprio território egípcio e também existe desde 1969. A Igreja Maronita tem seu Sínodo desde 1969, e inclui Chipre, Egito, Israel, Jordânia, Líbano, Palestina e Síria Por fim, também criado em 1969, o Sínodo da Igreja Católica Siríaca reúne os líderes desta Igreja no Egito, Iraque, Israel, Jordânia, Kuwait, Líbano, Palestina, Síria e Turquia.
A reunião dos patriarcas de cada igreja sui iuris e do bispo latino é chamada Assembleia da Hierarquia Católica do Egito e reúne todos a nível nacional, sendo o Patriarca da Igreja Católica Copta o líder da assembleia.

## Nunciatura Apostólica
Criada em 1839 como Delegação Apostólica do Egito e Arábia, passou por diversas reestruturações, especialmente em mudanças territoriais:
- 1928: Renomeada para Delegação Apostólica do Egito, Arábia, Eritreia e Etiópia
- 1937: Renomeada para Delegação Apostólica do Egito e Arábia (devido à criação da Delegação Apostólica da África Oriental Italiana)
- 23 de agosto de 1947: Elevada a Internunciatura Apostólica do Egito
- 1958: Renomeada para Internunciatura Apostólica da República Árabe Unida
- 1966: Elevada a Nunciatura Apostólica da República Árabe Unida
- 1971: Renomeada para Nunciatura Apostólica do Egito

## Visitas papais
O então Papa João Paulo II fez uma visita ao país entre os dias 24 e 26 de fevereiro de 2000 para uma peregrinação jubilar ao Monte Sinai, rendendo muitos créditos da participação do país nas narrativas bíblicas, dizendo:
| “ | Hoje, com grande alegria e profunda emoção, o Bispo de Roma é peregrino no Monte Sinai, atraído por este monte santo que se ergue como monumento majestoso àquilo que Deus aqui revelou. Aqui revelou o seu nome! Aqui deu a sua Lei, os Dez Mandamentos da Aliança! Inúmeros foram os que vieram a este lugar antes de nós! Aqui o Povo de Deus acampou (cf. Êx 19, 2); aqui o profeta Elias encontrou refúgio, numa caverna (cf. 1 Rs 19, 9); aqui o corpo da mártir Catarina encontrou o repouso eterno; aqui multidões de peregrinos, ao longo dos séculos, escalaram aquela que São Gregório de Nissa definiu a "montanha do desejo" (Vida de Moisés, II, 232); aqui gerações de monges velaram e oraram. Nós seguimos com humildade as suas pegadas, no "solo santo" onde o Deus de Abraão, de Isaac e de Jacó ordenou a Moisés que libertasse o seu povo (cf. Êx 3,5-8). | ” |
|   | — Papa São João Paulo II. |   |

Em janeiro de 2017 o Papa Francisco fez uma visita ao Cairo. O padre Rafic Greiche, porta-voz dos bispos egípcios, disse: "A visita do Papa foi uma grande bênção para os egípcios, tanto muçulmanos como cristãos. Levantou o ânimo do povo egípcio, sobretudo depois das explosões do Domingo de Ramos. O Papa transmitiu uma mensagem de amor, paz e esperança". As explosões a que Greiche se referia ocorreram durante uma missa da Igreja Ortodoxa Copta. Entre os fiéis, a visita do Pontífice também era muito esperada.

## Santos

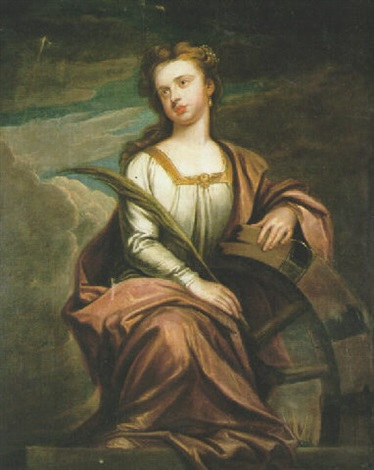
Santa Catarina de Alexandria.

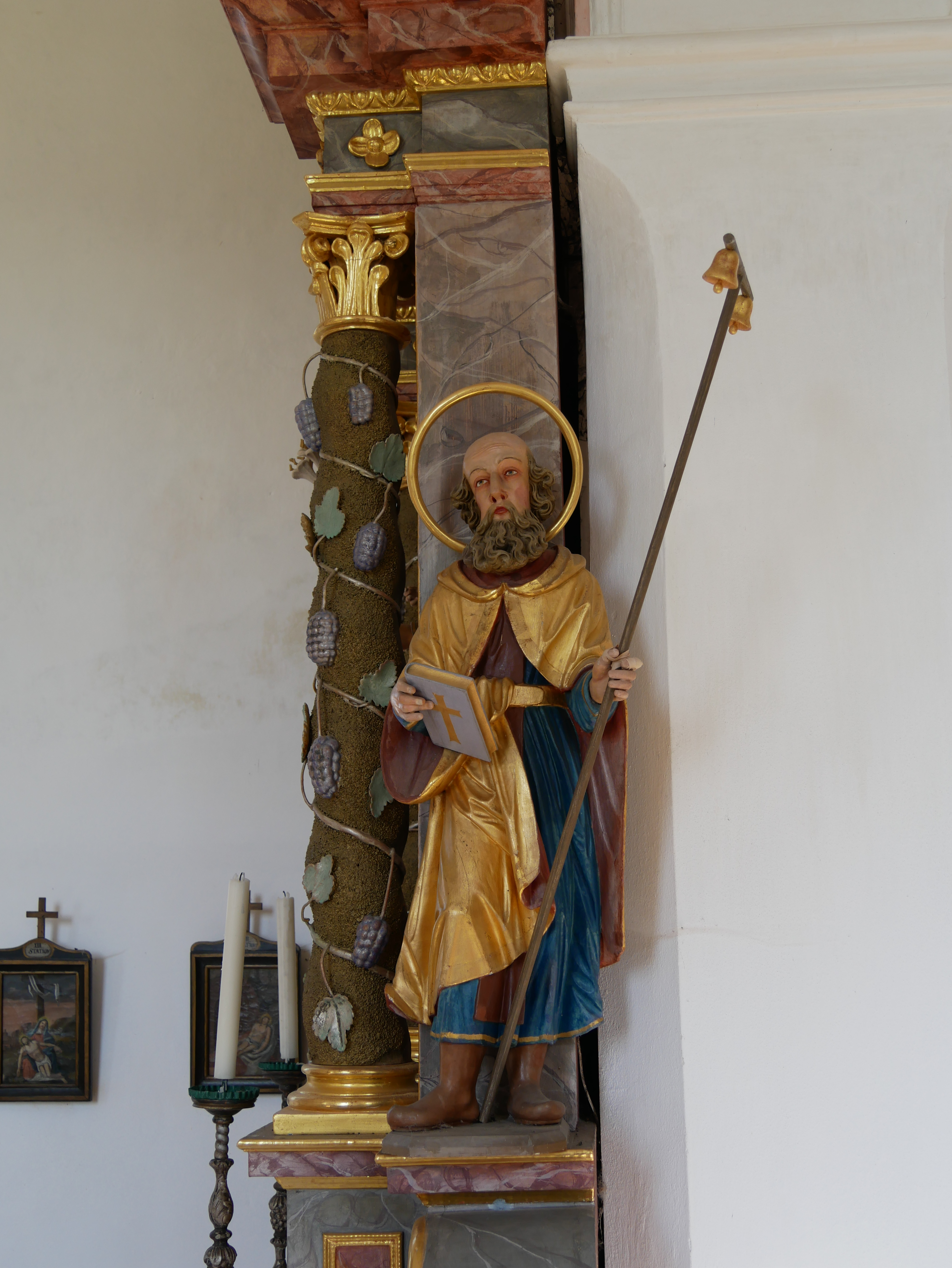
Santo Antão.

| - Santo Abraão de Clermont, abade - Santo Alexandre de Alexandria, bispo - Santo Anastácio do Sinai, monge - Santo Anatólio de Laodiceia, bispo - Santo Aniano de Alexandria, bispo - Santo Antão, monge - Santa Apolônia de Alexandria, mártir - Santo Áquila de Alexandria, bispo - Santo Arsênio, religioso - Santo Atanásio de Alexandria, bispo - Santa Basilissa, mártir - São Cândido, mártir - Santa Catarina de Alexandria, mártir - São Cirilo de Alexandria, bispo - São Ciro de Alexandria, mártir - São Demétrio de Alexandria, bispo - São Dionísio de Alexandria, patriarca - Santo Epímaco, mártir - Santo Eulógio de Alexandria, patriarca - Santa Eufrásia de Constantinopla, religiosa - Santo Exupério de Agauno, mártir - São Félix, mártir | - São Fileias de Alexandria, bispo e mártir - São Filôromo, bispo e mártir - Santo Héraclas, patriarca - Santo Isidoro de Quios, mártir - Santo Isidoro de Nítria, mártir - São Jeremias, profeta - São João Clímaco, abade - São João do Egito - São João Esmoler, patriarca - São Julião, mártir - São Macário do Egito - São Marcos, evangelista - Santa Maria do Egito, religiosa - São Macário de Alexandria, eremita - Santa Maura, mártir - São Maurício, mártir - São Máximo de Alexandria, bispo - São Melas de Rhinocorura, bispo - São Moisés, profeta - São Moisés, o Negro, profeta - Santo Onofre, religioso - São Pacômio | - São Pafúncio, bispo - São Pambo - São Panteno - São Paulo de Tebas, religioso - São Pedro de Alexandria, bispo e mártir - São Poemen - São Potamão de Heracleia, bispo e mártir - São Protério, patriarca - São Queremone, bispo e mártir - Santa Quinta de Alexandria, mártir - Santa Régula, mártir - São Serapião de Tmuis, religioso - Santa Sinclética, religiosa - Santa Taís de Alexandria - São Teodoro de Tabenese, bispo - São Teonas de Alexandria, bispo - São Timóteo, mártir - Santa Tomaide, mártir - Santa Verena, religiosa - São Viator, leigo - São Vítor, mártir |

### Beatos
- Maria Caterina Troiani, religiosa[106]

### Servos de Deus
- Stéphanos II Ghattas, patriarca[107]